# Mortoniella meralda
Mortoniella meralda là một loài Trichoptera trong họ Glossosomatidae. Loài này có ở Neotropisch và miền Tân bắc.